# Erik Nielsen
Erik Hersholt Nielsen, DFC, QC, PC (* 24. Februar 1924 in Regina, Saskatchewan; † 4. September 2008 in Kelowna, British Columbia) war ein kanadischer Politiker. Er war einer der Brüder des Schauspielers Leslie Nielsen.

## Politische Laufbahn
Nielsen war ab 1957 Mitglied des Parlamentes von Yukon und gewann alle Wiederwahlen bis zu seinem Rücktritt 1987. Unter Premierminister Joe Clark wurde er Minister of Public Works (Minister für öffentliche Arbeiten). Nachdem diese Regierung 1980 abgewählt worden war, wurde er Oppositionsführer. Er war zudem vom 19. Februar 1983 bis zum 11. Juni 1983 Interimsvorsitzender der Progressiv-konservativen Partei Kanadas. Als Brian Mulroney 1984 zum Regierungschef gewählt wurde, machte er Nielsen zu seinem Stellvertreter. Nielsen hatte dieses Amt von 1984 bis 1986 inne, zudem war er 1985 bis 1986 Verteidigungsminister.
Im Juni 1986 trat Nielsen nach einer Affäre um angebliche Vorteilsnahmen von Minister Sinclair Stevens von seinen Ämtern zurück. Nachdem er im Januar 1987 Vorsitzender der National Transportation Agency geworden war, gab er auch seinen Sitz im Parlament auf. Im Jahre 1992 wechselte er in die Privatwirtschaft und wurde Präsident einer Firma für Solartechnik.